# Blinder Fleck (Auge)

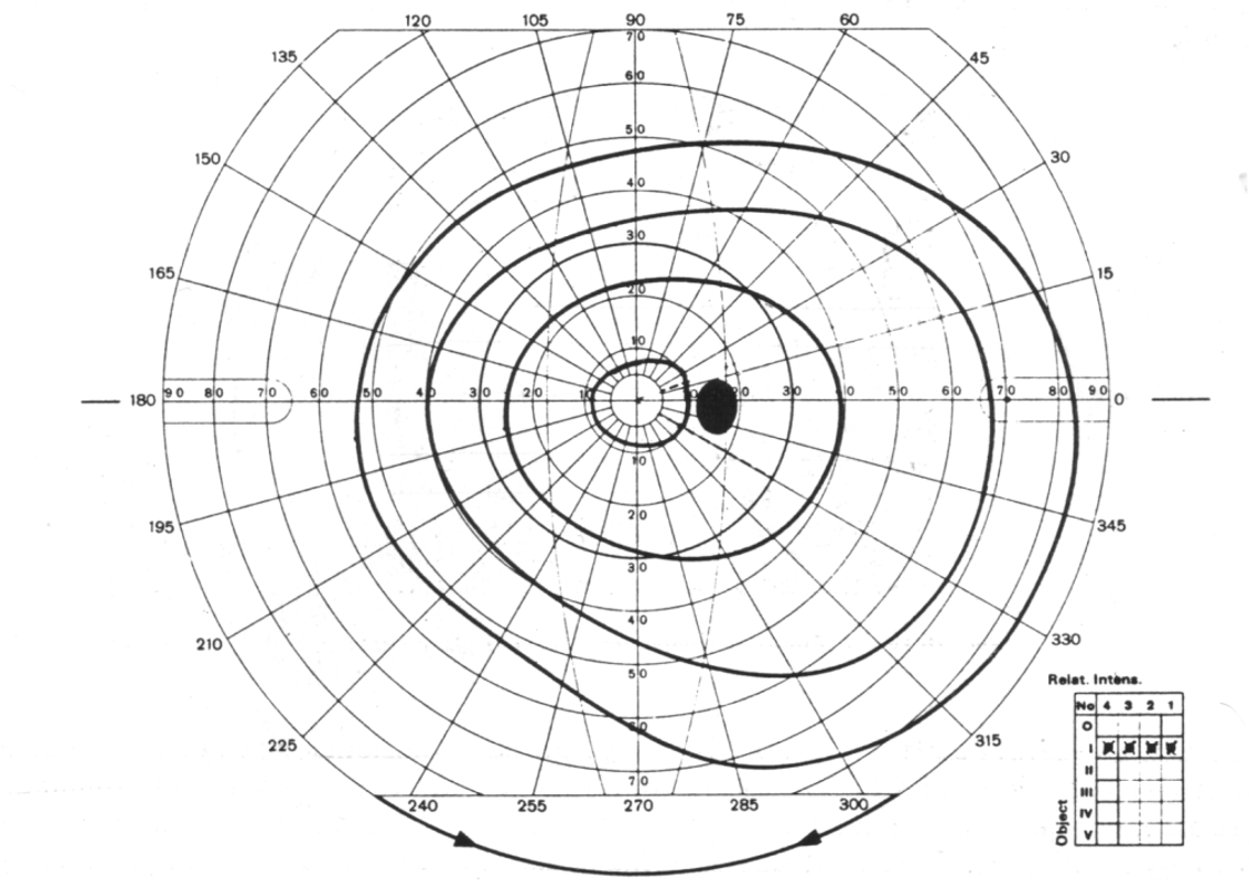
Perimetriebefund eines normalen Gesichtsfeld des rechten Auges; das temporal gelegene schwarz markierte Skotom ist der Blinde Fleck.

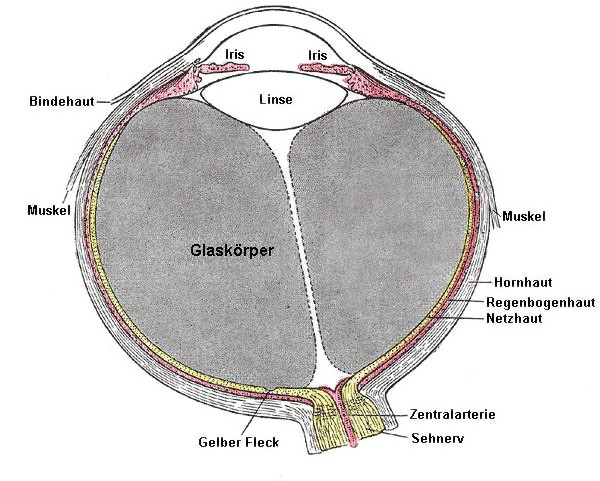
Querschnitt durch ein linkes menschliches Auge (Blick von oben). Die Papille liegt etwa 4 mm bzw. 15° nasal der Fovea centralis, entsprechend bildet sich der „blinde Fleck“ im Gesichtsfeld temporal ab.

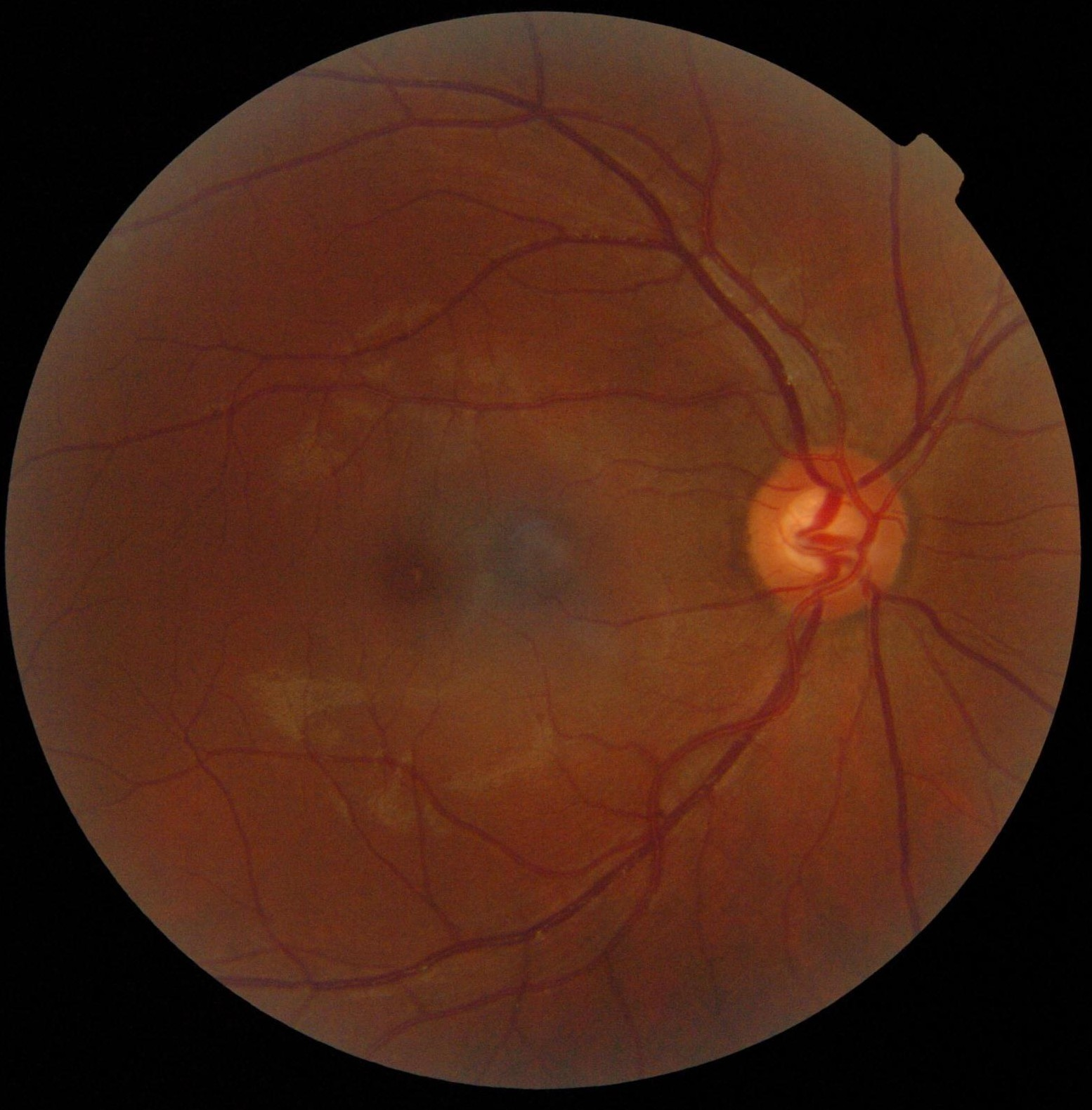
Ansicht des Augenhintergrundes bei der Augenspiegelung mit dem sogenannten Gelben Fleck (Macula lutea) und rechts davon die hell aufscheinende Sehnervenpapille, wo die Nervenfasern den Augapfel verlassen und Blutgefäße zutreten.

Schematische Darstellung des Verhältnisses der Schicht von lichtempfindlichen Sinneszellen der Retina (1) zum inneren Verlauf der Nervenfasern (2) des Sehnerven (3), das bei Vertebraten zu einer lichtrezeptorfreien Stelle (4) führt, die den Blinden Fleck bedingt – doch bei Tintenfischen wie der Gattung Octopus liegt der Fall anders
(Pigmentzellschicht hier dunkelrot)

Als Blinder Fleck  wird in der Augenheilkunde die Stelle des Gesichtsfelds bezeichnet, auf die sich jeweils die Austrittsstelle des Sehnervs im Außenraum projiziert.
Da sich hier, am Discus nervi optici mit der Papille des Sehnervenkopfs (Papilla nervi optici), keine Lichtrezeptoren der Netzhaut befinden, stellt diese Stelle einen „blinden Fleck“ für die entsprechende Gesichtsfeldregion dar und weist lokal so physiologisch einen absoluten Gesichtsfeldausfall auf. Die Sehnervenpapille befindet sich anatomisch etwa 15° nasenwärts (nasal) der Fovea centralis, im Gesichtsfeld macht sich der blinde Fleck daher etwa 15° schläfenwärts (temporal) als charakteristisches Skotom bemerkbar – allerdings meist erst bei eingehender Untersuchung des monokularen Gesichtsfelds.

## Allgemein
Normalerweise wird der Blinde Fleck nicht als blinder Fleck zur Kenntnis genommen.
Auf der Grundlage von Empfindungen der umgebenden Netzhautregionen und aufgrund von solchen aus den korrespondierenden Regionen der Retina des anderen Auges, dessen Sehnervenaustritt sich im binokularen Gesichtsfeld nicht auf denselben Bereich abbildet, sowie anhand von Erinnerungsbildern, wird das Gesehene in der Wahrnehmung so zu einem Bild ergänzt, dass der Gesichtsfeldausfall subjektiv nicht erscheint.
Doch existiert der Blinde Fleck, da dort, wo die Axone der retinalen Ganglienzellen zum Sehnerv zusammenlaufend dessen Papille bilden und den Augapfel verlassen – keine Photorezeptoren der Netzhaut liegen. Denn diese Nervenfasern verlaufen auf der Innenseite der Netzhaut, nahe dem Glaskörper, und bedürfen gebündelt einer Lücke zum Austritt.
Diese auf den ersten Blick „unpraktische“ Konstruktion erklärt sich mit der Entwicklung des menschlichen Auges aus dem Augenbläschen, das sich in der Ontogenese als Ausstülpung des Gehirns bildet und zum doppelwandigen Augenbecher einsenkt. Eine Entwicklung, die bei allen Wirbeltieren ähnlich ist und zur Folge hat, dass die erste Anlage der lichtempfindlichen Sinneszellen aus einer Schicht des inneren Blatts entsteht, die vom äußeren Blatt des Augenbechers, das pigmentiert den abschattenden Lichtfilter einer Camera obscura bildet, umschlossen wird.
In den weiteren Entwicklungsschritten werden zusätzliche Neuronenpopulationen gebildet, die sich in Zellschichten innen zu auflagern. Damit entsteht eine Struktur, die auch als Inversion des Auges bezeichnet wird: dem äußeren Pigmentepithel zugewandt liegen die Photorezeptoren nun lichtabgewandt unter den später gebildeten inneren Schichten der Retina, insbesondere der Nervenfaserschicht.
Bei manchen anderen Lebewesen sind die Augen anders aufgebaut. Stammen etwa die lichtempfindlichen Sinneszellen von äußeren Gewebeschichten des Oberflächenektoderms ab, dann haben die Augen keinen solchen Blinden Fleck. Bei Tintenfischen beispielsweise bilden die Lichtsinneszellen lichtzugewandt die innerste Schicht der Netzhaut. Ihre Signale werden weitergeleitet von afferenten Neuronen, die weiter außen angelagert liegen und so von der lichtabgewandten Seite herantreten. Deren Nervenzellfortsätze, die als Fasern eines Sehnerven vom Auge zu Hirnregionen verlaufen, müssen daher nicht durch eine Lücke in der Photorezeptorschicht der Netzhaut treten.

## Selbstversuch
Anleitung: Das rechte Auge zuhalten und mit dem linken das X fixieren. Bei einem Bildschirm-Abstand von etwa der dreifachen Distanz zwischen beiden Buchstaben ist das O nicht mehr zu sehen. Die dreifache Distanz ist nur ein Richtwert. Ist das O noch zu sehen, variiert man den Abstand zum Bildschirm so lange, bis das O verschwindet. Umgekehrt für den Blinden Fleck des rechten Auges: linkes Auge zuhalten, das O fixieren und das X verschwindet.
| Versuch zum Ausprobieren | Versuch zum Ausprobieren | Versuch zum Ausprobieren |
| ------------------------ | ------------------------ | ------------------------ |
| O                        |                          | X                        |

## Weitere Selbstveranschaulichung
Anleitung: Das linke Auge zuhalten und mit dem rechten den Punkt fixieren. Mit einem Bildschirm-Abstand von ca. der zweifachen Distanz zwischen dem schwarzen Punkt und dem Zentrum des weißen Kreises beginnen. Wenn man dann den Abstand langsam vergrößert, kann man sehen, wie der fehlende Teil des Musters ergänzt wird, auch wenn keine „Informationen“ über eine Sehzelle übertragen werden. Die lückenhafte Information wird durch das Gehirn vervollständigt.
Diesen Prozess nennt man filling-in.

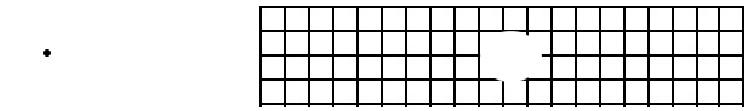

## Entdeckung
Der Blinde Fleck wurde im Jahr 1660 von dem französischen Naturforscher Edme Mariotte entdeckt. Er präsentierte seine Entdeckung am französischen Königshof, indem er mit einem Versuch – ähnlich den oben genannten Tests – eine kleine Münze scheinbar magisch zum „Verschwinden“ brachte. Publiziert hatte er seine Entdeckung in Nouvelle découverte touchant la vue (Paris 1668).